# Konståret 1929

## Händelser

### Augusti
- 10 augusti – Den i stor utsträckning surrealistiska Halmstadgruppen framträder med en utställning med modern konst på Kulturen i Lund, Sverige och väcker stor debatt [1].

### December
- 1 december – Underground Electric Railways Company of London öppnar officiellt sitt nya högkvarter vid 55 Broadway, designat av Charles Holden, med skulpturer av Jacob Epstein, Eric Gill och Henry Moore.[2]

### Okänt datum
- Halmstadgruppen bildas.
- Ruben Nilson gör debut som konstnär.
- Utställningen Cézanne, Gauguin, Seurat and van Gogh vid nya Museum of Modern Art i New York i New York, USA drar 47 000 besökare.[3]
- Lunds stad överlåter Krognoshuset till Konstföreningen Aura.

## Verk
- Tamara de Lempicka – Musikanten
- Francis Picabia – Hera

## Utställningar
- Konstnärsgruppen Nio Unga genomför en utställning på Liljevalchs.

## Födda
- 2 januari – Anton Lehmden (död 2018), österrikisk målare.
- 4 januari – Arik Brauer (död 2021), österrikisk konstnär.
- 9 januari – Håkon Bleken, norsk konstnär.
- 28 januari – Claes Oldenburg (död 2022), amerikansk skulptör av svensk börd.
- 24 februari – Zdzisław Beksiński (död 2005), polsk konstnär.
- 28 februari – Frank Gehry, amerikansk arkitekt, född i Kanada.
- 22 mars – Yayoi Kusama, japansk målare och skulptör.
- 28 mars – Lenke Rothman (död 2008), svensk ungerskfödd bildkonstnär, skulptör och författare.
- 10 april – Bo Englund (död 2022), svensk journalist, keramiker men blev senare skulptör.
- 15 april – Ulf Linde (död 2013), svensk konstkritiker, jazzmusiker, författare, och professor i konstteori.
- 17 april – Bengt Arne Linderos (död 1989), svensk konstnär och skulptör.
- 19 april – Uno Svensson (död 2012), svensk målare och grafiker.
- 15 maj – Aslög Lundgren-Langlet (död 1993), svensk småskollärare och målare.
- 27 maj – Geith Forsberg, svensk kalligraf, tecknare och författare.
- 7 juni – Siv Engström-Svenson , svensk målare och grafiker.
- 10 juni – Folke Hallin (död 2015), svensk konstnär, tecknare och illustratör.
- 17 juni – Batte Sahlin, svensk bildkonstnär.
- 30 juni – Hans Krondahl (död 2018), svensk textilkonstnär.
- 30 juli – Werner Tübke (död 2004), tysk målare och grafiker.
- 3 augusti
  - Bertil Westman (död 2012), svensk författare och konstnär.
  - Eje Öberg (död 2000), svensk keramiker och bildkonstnär.
- 8 augusti – Josef Mikl (död 2008), österrikisk målare.
- 10 augusti – Martin Lamm (död 1983), svensk politisk karikatyrist och illustratör.
- 2 oktober – Lars Gillis (död 2012), svensk muralkonstnär.
- 6 oktober – Pedro Santana, spansk-svensk skulptör.
- 11 oktober – Russell Freedman (död 2018), amerikansk barnboksförfattare och illustratör.
- 12 oktober – Ebba Ahlmark-Hughes (död 2022), svensk skulptör, målare och konsthantverkare.
- 29 oktober – Marguerite Walfridson (död 2012), finlandssvensk författare, konstnär och designer.
- 12 december – Jan Afzelius (död 2000), svensk tecknare och konstnär.
- okänt datum – Roger Middlebrook, brittisk-svensk teknisk illustratör och konstnär.

## Avlidna
- 12 januari – Arthur Diehl (född 1870), engelsk landskapsmålare.
- 15 februari – Johan Malmsjö (född 1851), svensk konstnär och operasångare.
- 27 februari – Hilda Hellgren (född 1851), svensk konstväverska.
- 23 mars – Eva Acke (född 1855), svensk konstnär.
- 5 maj – Charles Grafly (född 1862), amerikansk skulptör.
- 12 juli  – Robert Henri (född 1865), amerikansk målare.
- 30 juli – Gustaf Isander (född 1863), svensk konstnär.
- 9 augusti – Heinrich Zille (född 1858), tysk målare, tecknare och fotograf.
- 1 oktober – Antoine Bourdelle (född 1861), fransk skulptör.
- 25 oktober – Arne Ekermann (född 1879), svensk konstnär, skådespelare och journalist.
- 2 december – Robert Lewis Reid (född 1862), amerikansk impressionistisk målare.
- 5 december – Oscar Björck (född 1860), svensk konstnär och professor vid Konsthögskolan.
- okänt datum – Adelaide Alsop Robineau (född 1865), amerikansk målare och krukmakare.

### Fotnoter
1. ↑  20:e århundradets När Var Hur - 1929, Bernt Himmelstedt, Forum, 1999
2. ↑  Lawrence, David (1994). Underground Architecture. Harrow: Capital Transport. sid. 68–71. ISBN 1-85414-160-0
3. ↑  Johnson, Ken, "A Post-Impressionist and His American Imitators", art review, The New York Times, 9 oktober 2009, läst 17 december 2009